# Ейген Віра Григорівна

Віра Ейген — Тамара в опері «Демон» А. Рубінштейна

Ейген Віра Григорівна, у шлюбі Садовська (нар. 1870-і рр., Біла Церква, Київська губернія — ?) — українська оперна співачка (драматичне сопрано).

## Біографія
Навчалась співу в Харківському музичному училищі (викладачка Ксенія Прохорова-Мауреллі), пізніше — під керівництвом Емілії Павловської. Удосконалювала майстерність в Парижі.
Дебютувала в Харкові, надалі співала в Києві (1893, 1897), Катеринославі та в інших містах Російської імперії. У 1900 році виступала в симфонічних концертах в Парижі час під Всесвітньої виставки. У 1900–1901 роках співала в паризькому театрі «Гранд-Опера», виступала одних концертах з Р. Пюньо, Е. Ізаї, П. Сарасате. В 1901–1903 роках гастролювала в Казані, Саратові, Одесі. У 1903–1904 роках — солістка московського Большого театру. Взимку 1904 року виступала в Іркутську, потім в Новому Новгороді, Мінську, Вітебську, Симбірську. Протягом семи років виступала з концертами у містах Поволжя.

## Репертуар
Перші партії: Земфіра («Алеко» Рахманінова, Київ, 1893), Сантуцца («Сільська честь» П. Масканьї, Большой театр, 1903).
Інші партії: Ярославна («Князь Ігор» А. Бородіна), Тамара («Демон» А. Рубінштейна), Тетяна («Євгеній Онєгін» П. Чайковського), Віолетта («Травіата» Дж. Верді), Джильда («Ріголетто» Дж. Верді), Маргарита («Фауст» Ш. Гуно), Антоніда («Життя за царя» М. Глінки), Урбан («Гугеноти» Дж. Мейербера), Церліна («Фра-Дьяволо, чи Готедб в Террачині» Д. Обера).

## Відгуки
Журнал Артист, 1893 рік:
|  | Пані Ейген, очевидно, вже досвідчена колоратурна співачка, що володіє впевненістю і щасливою сценічною зовнішністю. Голос пані Ейген — великий, рівний, світлого і дещо плоского тембру, добре оброблений в колоратурному відношенні. |